# Теорія зла
Тео́рія зла (рос. Теория зла) — український російськомовний серіал, знятий у 2021 році.

## Сюжет
Життя психолога та матері трьох дітей Олени Скляренко в один момент стає схожим на пекло: дивні дзвінки у двері, постійне стеження за сім'єю, містичні знаки та лякаючі історії клієнтів. Паралельно починає руйнуватися і життя старшого оперуповноваженого Олега Колесника. Олені та Олегу належить розібратися, що або хто на них полює, і зупинити зло перед тим, як воно знищить їх.

## Актори і ролі
- Вікторія Кобленко — Олена Скляренко (головна роль)
- Михайло Гаврилов-Третьяков — Олег Колесник (головна роль)
- Аліса Лукшина — Марічка Скляренко
- Тимофій Дмитрієнко — Дмитрик Скляренко
- Кіра Саяпіна — Катруся Скляренко
- Ксенія Ніколаєва — мати Олени
- Сергій Фролов — Анатолій Максимович Казновський, професор
- Микита Тарасов — Павло
- Роман Ясіновський — Едик
- Дмитро Усов — Віктор
- Єгор Пчолкін — Макс
- Артур Ігнатенко — Іван
- Олександр Мавріц — Сергій
- Сергій Радченко — Мельник
- Станіслав Мельник — Валерій
- Дар'я Єгоркіна — Ганна
- Дар'я Легейда — Марина Климчук
- Михайло Кукуюк — Кирило
- Олег Масленніков
- Олеся Гайова — Ольга
- Дар'я Плахтій — Зоя
- Інна Приходько — Лариса
- Сергій Деньга — Геннадій Климчук
- Ольга Морозова — Ірина
- Олесандр Попов — Євген
- Максим Яковлєв — Ігор Тишкевич

та інші.